# Kevin Tod Smith
Kevin Tod Smith (Auckland, 16 marzo 1963 – Pechino, 15 febbraio 2002) è stato un attore neozelandese.
Era principalmente noto per aver interpretato il dio della guerra Marte nella serie televisiva Hercules e nei suoi due spin-off Young Hercules e Xena - Principessa guerriera. Morì in un incidente di scena in Cina.

## Biografia

### Origini e carriera
Smith nacque ad Auckland, nella regione neozelandese dell'Isola del Nord, nel 1963 da padre d'origini inglesi, un ufficiale di marina, e da madre d'origini tedesche e tongane. All'età di undici anni, si trasferì sull'Isola di Timaru, dove frequentò la Timaru Boy's High School dal 1976 al 1979, e successivamente, all'età di 17 anni, a Christchurch. A vent'anni si iscrisse alla Università di Canterbury. Nel 1986 sposò Sue, conosciuta al liceo, con la quale ebbe tre figli: Oscar, Tyrone e Willard.
Nel 1987 venne segnalato da sua moglie ad un provino per recitare in un musical. Ebbe una parte e per tre anni continuò la sua attività teatrale. Nel 1989 partecipò alla soap opera neozelandese Gloss, nel 1993 recitò in Desperate Remedies, in seguito apparve in Marlin Bay per cui vinse nel 1995 il premio come migliore attore non protagonista dei New Zealand Film and Television Award. Entrò a far parte del cast ricorrente di Xena - Principessa guerriera come Marte, dio della guerra. Riprese questo ruolo anche nelle serie di Hercules e Young Hercules.

### Morte
Il 6 febbraio 2002, Smith decise di scalare una torre che era sul set di un altro film negli studios cinesi in cui si trovava. Probabilmente perse l'equilibrio e cadde causandosi gravi lesioni alla testa. Smith fu trasportato in un ospedale locale e infine trasferito a Pechino. Rimase in coma per dieci giorni e morì il 15 febbraio senza aver mai ripreso coscienza.

## Filmografia

### Cinema
- Deadly, regia di Esben Storm (1991)
- Desperate Remedies, regia di Stewart Main e Peter Wells (1993)
- Kevin Rampenbacker And The Electric Kettle, regia di Murray Reece (1994)
- Channelling Baby, regia di Christine Parker (1999)
- Jubilee, regia di Michael Hurst (2000)
- Warriors of Virtue: The Return to Tao, regia di Michael Vickerman (2002)

### Televisione
- Gloss - serie TV, 3 episodi (1987)
- Shark in the Park - serie TV, episodi 2x09, 3x13 (1990-1991)
- Away Laughing - show comico (1991)
- Shortland Street - serie TV, episodio 1x01 (1992)
- Heartland - miniserie TV (1994)
- Hercules - serie TV, 23 episodi (1995-1999)
- Xena - Principessa guerriera - serie TV, 30 episodi (1995-2001)
- Naked: Stories of Men - serie TV, episodio 1x02 (1996)
- Le sorelle McLeod, regia di Michael Offer - film TV (1996)
- City Life - serie TV, episodi 1x01-1x02 (1996)
- Frontier - miniserie TV (1997)
- F/X: The Series - serie TV, episodio 2x13 (1998)
- Flatemates - serie TV, 1 episodio (1998)
- Young Hercules - serie TV, 16 episodi (1998-1999)
- Wildside - serie TV, 4 episodi (1997-1999)
- Lawless, regia di Chris Martin-Jones - film TV (1999)
- Lawless: Beyond Justice, regia di Geoffrey Cawthorn - film TV 2001)
- Lawless: Dead Evidence, regia di Charlie Haskell - film TV (2001)
- Il popolo del fiume (Riverworld), regia di Kari Skogland - film TV (2003) - postumo

### Cortometraggi
- Mon Desir, regia di Nicky Marshall (1991)
- Hercules & Xena: Wizards of the Screen, regia di Ryan A. Harmon (1997)
- The Meeting, regia di Barry Duffield (2001)

### Doppiatore
- Hercules and Xena - The Animated Movie: The Battle for Mount Olympus, regia di Lynne Naylor (1998)

## Doppiatori italiani
- Saverio Indrio in Hercules, Xena - Principessa guerriera (st. 3-6), Young Hercules
- Paolo Maria Scalondro in Xena - Principessa guerriera (st. 1-2)
- Giorgio Locuratolo in Hercules (episodio 3x12)
- Luciano Roffi in Il popolo del fiume